# Parafia św. Józefa w Kłokocinie
Parafia św. Józefa w Kłokocinie – parafia rzymskokatolicka należąca do archidiecezji katowickiej i dekanatu Boguszowice. Została erygowana 10 kwietnia 1977 roku przy drewnianym kościele, który został tu przeniesiony z miejscowości Nieboczowy. Później kościół ten trafił do Wojewódzkiego Parku Kultury i Wypoczynku w Chorzowie. Został odrestaurowany i poświęcony przez abpa Damiana Zimonia w 1997 roku. Na jego miejscu stanął nowy kościół, który poświęcił abp Damian Zimoń w 1994 roku.

## Grupy parafialne
Na terenie parafii działa kilka grup parafialnych:
- III Zakon Św. Franciszka,
- Żywy różaniec,
- Ruch Szensztacki,
- Ministranci,
- Schola Dziecięca,
- Ruch Światło-Życie zwany Oazą,
- Dzieci Maryi.